# Aszur-nirari I
Aszur-nirari I – władca Asyrii (ok. 1500 r. p.n.e.), syn Iszme-Dagana II. Objął władzę po swym bracie Szamszi-Adadzie III i pozostawił tron swemu synowi Puzur-Aszurowi III. Zgodnie z Asyryjską listą królów panować miał przez 26 lat, ale o jego rządach wiadomo niewiele. Znanych jest jedynie kilka krótkich inskrypcji budowlanych tego władcy pochodzących z Aszur.

## Imię
Akadyjskie imię tego władcy, brzmiące Aššur-nērārī lub też Aššur-nārārī, znaczy „Aszur jest moją pomocą”. W tansliteracji z pisma klinowego zapisywane jest ono w formie da-šùr-né-ra-ri (jego własne inskrypcje) bądź (m)aš-šur-ERIM.GABA (w kopiach Asyryjskiej listy królów).

## Tytulatura
W zachowanych inskrypcjach Aszur-nirari I władca ten nosi jedynie tytuł „zarządcy/namiestnika (boga) Aszura” (énsi da-šùr).

## Pochodzenie i rodzina
Z Asyryjskiej listy królów wynika, że Aszur-nirari I należeć miał do dynastii założonej przez króla Adasiego, który rządzić miał w Asyrii w mało znanym okresie zaraz po upadku dynastii Szamszi-Adada I. To samo źródło jako poprzedników Aszur-nirari I na tronie Asyrii wymienia kolejno jego brata Szamszi-Adada III, jego ojca Iszme-Dagana II, jego dziada Szamszi-Adada II i jego pradziada Eriszuma III. Sam Aszur-nirari I w swych własnych inskrypcjach nazywa siebie „synem Iszme-Dagana” (dumu iš-me-dda-gan). Zgodnie z Asyryjską listą królów następcą Aszur-nirari I miał być jego syn Puzur-Aszur III, co potwierdzają inskrypcje samego Puzur-Aszura III, w których nazywa on siebie „synem Aszur-nirari” (dumu da-šùr-né-ra-ri)

## Panowanie
Aszur-nirari I panował w połowie II tys. p.n.e., w czasie, gdy Aszur wciąż w zasadzie pozostawało jeszcze miastem-państwem. Według Asyryjskiej listy królów rządzić miał on przez 26 lat, ale nie wiadomo dokładnie ani kiedy wstąpił na tron, ani kiedy zmarł. Synchronistyczna lista królów jako współczesnego mu władcę babilońskiego wymienia króla mKaš(?)-til(?)-[...], którego najprawdopodobniej identyfikować należy z Kasztiliaszem III. W trakcie wykopalisk w Aszur odnaleziono cegły i stożki gliniane z umieszczonymi na nich krótkimi inskrypcjami Aszur-nirari I opisującymi jego prace budowlane przy świątyni boga Aszura, podwójnej świątyni bogów Sina i Szamasza, bramie mušlālu i murach miejskich. 